# Рыковский район
Рыковский район — административно-территориальная единица в составе Ленинградской и Западной областей РСФСР, существовавшая в 1927—1930 годах.
Рыковский район в составе Великолукского округа Ленинградской области был образован в 1927 году. В район вошло 10 сельсоветов: Бессоновский, Вязовский, Коростелевский, Ласиченский, Монинский, Олоховский, Островский, Руновский, Рыкайловский, Хоботовский.
В 1929 году Великолукский округ был передан в Западную область.
В 1930 году в результате ликвидации окружного деления Рыковский район перешёл в прямое подчинение Западной области.
В 1930 году Рыковский район был упразднён. При этом Вязовский, Коростелевский, Ласиченский, Олоховский, Островский, Хоботовский с/с отошли Насвинскому району, Рыкайловский с/с — Локнянскому району, Руновский и часть Ласиченского с/с — Новосокольническому району, Бессоновский и Монинский — Пустошкинскому району.